# Том Горенс
Том Горенс (англ. Tom Gorence, нар. 11 березня 1957, Сент-Пол) — американський хокеїст, що грав на позиції правого нападника. Грав за збірну команду США.

## Ігрова кар'єра
Хокейну кар'єру розпочав 1975 року.
1977 року був обраний на драфті НХЛ під 35-м загальним номером командою «Філадельфія Флаєрс». 
Протягом професійної клубної ігрової кар'єри, що тривала 10 років, захищав кольори команд «Філадельфія Флаєрс» та «Едмонтон Ойлерс».
Загалом провів 340 матчів у НХЛ, включаючи 37 ігор плей-оф Кубка Стенлі.
Виступав за збірну США, провів 13 ігор в її складі.

## Статистика

### Клубні виступи
| Сезон         | Клуб                      | Ліга          | Регулярний сезон | Регулярний сезон | Регулярний сезон | Регулярний сезон | Регулярний сезон | Плей-оф | Плей-оф | Плей-оф | Плей-оф | Плей-оф |
| Сезон         | Клуб                      | Ліга          | І                | Г                | П                | О                | ШХ               | І       | Г       | П       | О       | ШХ      |
| ------------- | ------------------------- | ------------- | ---------------- | ---------------- | ---------------- | ---------------- | ---------------- | ------- | ------- | ------- | ------- | ------- |
| 1975–76       | «Міннесота Голден Гоферс» | WCHA          | 40               | 16               | 10               | 26               | 24               | —       | —       | —       | —       | —       |
| 1976–77       | «Міннесота Голден Гоферс» | WCHA          | 29               | 18               | 19               | 37               | 44               | —       | —       | —       | —       | —       |
| 1977–78       | «Мен Марінерс»            | АХЛ           | 79               | 28               | 25               | 53               | 23               | 12      | 8       | 4       | 12      | 19      |
| 1978–79       | «Мен Марінерс»            | АХЛ           | 31               | 11               | 13               | 24               | 23               | —       | —       | —       | —       | —       |
| 1978–79       | «Філадельфія Флаєрс»      | НХЛ           | 42               | 13               | 6                | 19               | 10               | 7       | 3       | 1       | 4       | 0       |
| 1979–80       | «Філадельфія Флаєрс»      | НХЛ           | 51               | 8                | 13               | 21               | 15               | 15      | 3       | 3       | 6       | 18      |
| 1980–81       | «Філадельфія Флаєрс»      | НХЛ           | 79               | 24               | 18               | 42               | 46               | 12      | 3       | 2       | 5       | 29      |
| 1981–82       | «Філадельфія Флаєрс»      | НХЛ           | 66               | 5                | 8                | 13               | 8                | 3       | 0       | 0       | 0       | 0       |
| 1982–83       | «Філадельфія Флаєрс»      | НХЛ           | 53               | 7                | 7                | 14               | 10               | —       | —       | —       | —       | —       |
| 1982–83       | «Мен Марінерс»            | АХЛ           | 10               | 0                | 5                | 5                | 2                | 17      | 9       | 3       | 12      | 12      |
| 1983–84       | «Едмонтон Ойлерс»         | НХЛ           | 12               | 1                | 1                | 2                | 0                | —       | —       | —       | —       | —       |
| 1983–84       | «Монктон Альпінс»         | АХЛ           | 53               | 13               | 14               | 27               | 17               | —       | —       | —       | —       | —       |
| 1984–85       | «Мен Марінерс»            | АХЛ           | 12               | 3                | 1                | 4                | 37               | 10      | 2       | 3       | 5       | 0       |
| 1985–86       | «Герші Берс»              | АХЛ           | 1                | 0                | 0                | 0                | 0                | —       | —       | —       | —       | —       |
| Усього в НХЛ  | Усього в НХЛ              | Усього в НХЛ  | 303              | 58               | 53               | 111              | 89               | 37      | 9       | 6       | 15      | 47      |
| Усього в АХЛ  | Усього в АХЛ              | Усього в АХЛ  | 186              | 55               | 58               | 113              | 102              | 39      | 19      | 10      | 29      | 31      |
| Усього в WCHA | Усього в WCHA             | Усього в WCHA | 69               | 34               | 29               | 63               | 68               | —       | —       | —       | —       | —       |

### Збірна
| Рік                | Команда            | Турнір             |    | І | Г | П | О | ШХ |
| ------------------ | ------------------ | ------------------ | -- | - | - | - | - | -- |
| 1981               | США                | КК                 | 6  | 1 | 1 | 2 | 2 |    |
| 1982               | США                | ЧС                 | 7  | 1 | 1 | 2 | 2 |    |
| Національна збірна | Національна збірна | Національна збірна | 13 | 2 | 2 | 4 | 4 |    |